# Краменко, Михаил
Михаил Краменко (ивр. מיכאל קרמנקו‎; род. 18 ноября 1973, Свердловск) — художник-сценограф, дизайнер, главный художник театра «Гешер» в Тель-Авиве.

## Биография
Родился в 1973 году в Свердловске (сегодня Екатеринбург, Россия). После репатриации в Израиль (1995 год) обучался на сценографическом отделении Тель-Авивского университета в течение года, после чего работал осветителем и, параллельно, помощником Александра Лисянского, бывшего в те годы главным художником театра «Гешер». С 2001 года — главный художник театра Гешер (художественный руководитель — Евгений Арье), оформивший большинство спектаклей театра в период с 2001 по настоящее время. Работает также как сценограф и художник мультимедиа в других театральных компаниях и проектах в Израиле и за рубежом. Многократный лауреат премии Израильской театральной академии за лучшую сценографию.

## Работы в театре
За время работы в театре Гешер оформил около 30 спектаклей, из них — «Раб», «Шоша» (совместно с Евгением Арье), «Момик», «Приключения барона Мюнхгаузена», «Тартюф», «Вишневый сад», «Якиш и Пупче», «Шесть персонажей в поисках автора», «Крейцерова соната», «Ревизор» и другие. Создал сценографию для спектаклей в национальном театре Габима (2009 г., «Танцевать и летать»), театра Хайфы (2009 г.), независимых проектов (мюзикл «Офра»). В 2001 году оформил оперу «Махагони» в Израильской национальной опере.
- 2013 — «Анти»[1]. Театр «Гешер». Режиссёр — Евгений Арье
- 2013 — «Враг народа»[2]. Московский театр имени Вл. Маяковского. Режиссёр — Никита Кобелев.
- 2013 — «Мама-Кот»[3]. Московский театр имени Вл. Маяковского. Режиссёр — Полина Стружкова.
- 2013 — «Канкун»[4]. Московский театр на Малой Бронной. Режиссёр — Сергей Голомазов.
- 2014 — Бердичев[5]. Московский театр имени Вл. Маяковского. Режиссёр — Никита Кобелев.

## Проекты вне театра
- 2006 — Проектирование сцены и создание декораций к Rita «ONE» — самому масштабному музыкальному шоу в истории Израиля.
- 2007 — «Mosaic show»[6] — интерактивное музыкальное шоу в рамках Иерусалимского фестиваля.
- 2008 — «Day&Night» — музыкальное шоу Антонио Ремоса (Antonis Remos), Афины, Греция.
- 2008 — «Vienna Marrakech»[7], Эйлат, Израиль.
- 2009 — Mayumana[8] «MOMENTUM»] (недоступная ссылка) by[9] — декорации и разработка художественного решения к новой программе одного из самых успешных израильских интернациональных проектов — группе «Mayumana»
- 2009 — Разработка сцен для комплекса правительственных мероприятий в рамках «Israeli Presidential Conference»[10], Иерусалим, Израиль, с участием ведущих политиков мира.
- 2009 — Концерт Сарид Хадад (Sarid Hadad) в древнем амфитеатре Кейсарии, Израиль.
- 2010 — Декорации к новой программе"The ALUMINUM show"[11]— гастролирующей по всему миру интернациональной группе, сочетающей в программе акробатику, танец, ритм и нестандартное использование самых передовых сценических технологий.
- 2010 — «MOMENTITO» by Mayumana — детское шоу на основе программы «MOMENTUM» by Mayumana
- 2011 — оформление израильского павильона на выставке Prague Quadrennial 2011[12], посвященной визуальному оформлению сцены.

## Премии и награды
- 2002 — Приз Израильской театральной академии за лучшую сценографию (совместно с Е. Арье). Спектакль «Раб», театр Гешер
- 2003 — Приз Израильской театральной академии за лучшую сценографию (совместно с Е. Арье). Спектакль «Шоша», театр Гешер
- 2005 — Приз Израильской театральной академии за лучшую сценографию. Спектакль «Момик», театр Гешер
- 2006 — Приз Израильской театральной академии за лучшую сценографию. Спектакль «Мюнхгаузен», театр Гешер
- 2007 — Приз Израильской театральной академии за лучшую сценографию. Спектакль «Якиш и Пупче», театр Гешер
- 2007 — Приз Израильской театральной академии за лучшие театральные костюмы. Спектакль «Якиш и Пупче», театр Гешер